# Isabell Funk
Isabell Funk (* 1957 im Saarland) ist eine deutsche Journalistin und  war Chefredakteurin beim Trierischen Volksfreund.
Funk war von 2001 bis 2009 Chefredakteurin der Ludwigsburger Kreiszeitung. Davor war sie als stellvertretende Chefredakteurin der Lausitzer Rundschau und als Redakteurin verschiedener Lokalressorts der Saarbrücker Zeitung tätig. Von 2009 bis 2017 war Funk Chefredakteurin beim Trierischen Volksfreund. Ihr Vorgänger dort war Walter W. Weber.